# Anoectangium mafatense
Anoectangium mafatense är en bladmossart som beskrevs av Ferdinand François Gabriel Renauld och Jules Cardot 1890. Anoectangium mafatense ingår i släktet Anoectangium och familjen Pottiaceae. Inga underarter finns listade i Catalogue of Life.